# Frits Beukers
Frits Beukers (* 1953 in Ankara) ist ein niederländischer Mathematiker, der sich mit Zahlentheorie beschäftigt.
Beukers wurde 1979 bei Robert Tijdeman an der Universität Leiden (The generalized Ramanujan-Nagell Equation, Acta Arithmetica Bd. 38, 1980/81) promoviert. Von 1979 bis 1980 war er am Institute for Advanced Study. Er war danach Professor in Leiden und in den 2000er Jahren an der Universität Utrecht.
Beukers beschäftigt sich unter anderem mit Transzendenz- und Irrationalitätsfragen. In Anschluss an den bekannten Beweis von Roger Apéry (1978) der Irrationalität von Werten der Zetafunktion an den Stellen 2 und 3, gab Beukers einen alternativen Beweis. Er veröffentlichte auch über dynamische Systeme der Mechanik und Fragen zu deren exakter Lösbarkeit.

## Schriften
- Differential Galois theory, in Michel Waldschmidt, Claude Itzykson, Jean-Marc Luck, Pierre Moussa  (Herausgeber): Number Theory and Physics, Les Houches 1989, Springer 1992
- Getaltheorie voor beginners (Zahlentheorie für Anfänger), Utrecht 2000
- A rational approach to Pi, Nieuw Archief voor Wiskunde, 2000, Heft 4
- A note on the irrationality of {\displaystyle \zeta (2)} and {\displaystyle \zeta (3)}. Bulletin of the London Mathematical Society, Bd. 11, 1979, S. 268–272
- mit Gert Heckman: Monodromy for the hypergeometric function {\displaystyle _{n}F_{n-1}}. Invent. Math. 95, No. 2, 325–354 (1989).